# Troppi affari, cavaliere!
Troppi affari, cavaliere! è una canzone scritta da Virgilio Savona (musica) e Tata Giacobetti (testo) ed interpretata dal Quartetto Cetra (di cui facevano parte) nel corso del programma radiofonico "Gite di un Quartetto viaggiatore", rivista andata in onda nel 1954 per il "Secondo Programma" della radio italiana. In questa esecuzione, il Quartetto era accompagnato dall'Orchestra Ferrari.
La canzone venne incisa nello stesso anno ed inclusa nell'EP Gite di un quartetto viaggiatore 2° (Cetra, EP 0515)
La canzone tratta di un ipotetico "cavaliere", dagli eccessivi interessi economici, che si ammala di stress.
Nel XXI secolo la canzone, pressoché sconosciuta ai più, è stata ripresa da diversi interpreti, a partire dagli Avion Travel, che l'hanno eseguita nel 2004 al Premio Tenco, dedicato per quell'edizione alla figura di Savona (la relativa registrazione verrà inserita nella compilation ricavata dalla stessa Rassegna). In seguito ne hanno dato una loro versione Paola Cortellesi e Flavio Insinna, per il programma televisivo Non perdiamoci di vista (2008).
Ai tempi della ripresa del pezzo, peraltro, era presidente del Consiglio Silvio Berlusconi, comunemente conosciuto anche come "il Cavaliere" e titolare di interessi economici in diversi campi. Secondo Peppe Servillo, voce degli Avion Travel, la scelta del brano aveva intenti satirici: "Ogni riferimento al presidente del Consiglio è puramente voluto". Alcuni passi del testo, che pure era di mezzo secolo prima, venivano ad assumere significati singolarmente attuali, per cui la canzone poteva apparire rivolta espressamente a Berlusconi.

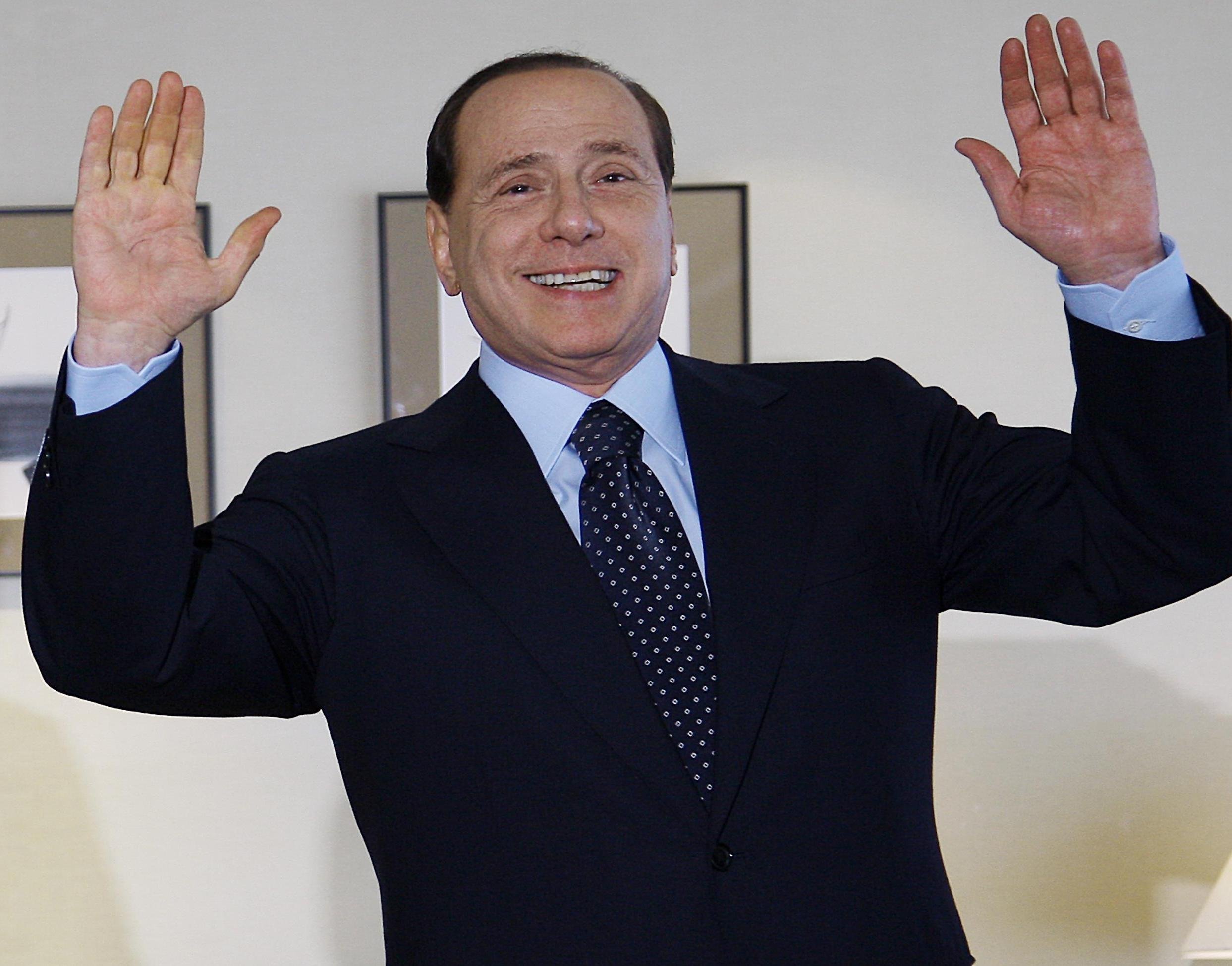
Silvio Berlusconi, detto "il Cavaliere"

Diventavano anzi richiami non velati al premier in carica versi come Troppi affari, cavaliere, ma lasci star le società, le cento altre attività; oppure Sgobba troppo, cavaliere: un giorno in borsa per giocar, con gli avvocati vuol cenar, un buon bilancio sognar; non legga più il Corriere, inframezzati dal ritornello La borsa la cala. La canzone si conclude peraltro con l'inequivoco invito: Getti via la giacca, la cravatta, si dimetta, per favor!
Puntualmente intervistato, Virgilio Savona precisò che "All'epoca in cui fu scritto erano altri i commendatori e i cavalieri che stuzzicavano la nostra fantasia"; "Non parlavamo certo di Berlusconi, ma il pezzo è diventato attualissimo e due anni fa, quando ci dedicarono l'edizione del Premio Tenco, gli Avion Travel hanno deciso di reinciderlo".